# Deuxième République (Italie)
Pour les articles homonymes, voir Deuxième République.
L'expression « Deuxième République » ou « Seconde République » (Seconda Repubblica en italien) désigne de manière informelle en Italie le système politique en vigueur depuis les années 1990. En effet, certains historiens et journalistes divisent l'histoire politique de la République italienne entre la « Première République » (de 1948 à 1994) et la « Deuxième République ». Cette partition est faite sur la base de la mutation que subit la scène politique italienne entre 1992 et 1994 (disparition de la vie politique des partis traditionnels et promulgation de réformes modifiant le système électoral).

## Terminologie et définitions
Dans les années 1980, le politicien d'extrême droite Giorgio Almirante utilisait le terme de Deuxième République dans un sens précis, celui d'un changement constitutionnel, sur le modèle du passage de la Quatrième à la Cinquième République mis en œuvre en France en 1958 par De Gaulle.
Le passage de la Première à la Deuxième République entre 1992 et 1994 a cependant représenté un changement à l'intérieur du système politique, et non de constitution comme cela s'est produit en France, puisque la période ne s'est accompagnée d'aucun autre changement institutionnel que l'adoption en 1993 du mode de scrutin majoritaire Mattarellum en remplacement du mode de scrutin proportionnel qui avait été utilisé depuis 1946.
Le terme est couramment utilisé, dans le journalisme mais aussi dans les milieux universitaires, pour comparer l'organisation institutionnelle politique italienne avant et après la période 1992-1994, mais aussi sa réflexion sur des aspects économiques importants ; son utilisation a fait l'objet d'études en sociologie et en linguistique communicative.
L'expression "deuxième République" a également été utilisée par des hommes politiques italiens, comme Marcello Pera, qui, en tant que président du Sénat de la République en 2002, a prononcé le discours : "La "deuxième République" en Italie : où va-t-elle ?", décrivant le nouvel ordre politique italien, lors d'une conférence qu'il a donnée à un séminaire d'étude à Washington. 

## Histoire
Les trois caractéristiques majeures du changement politique en Italie entre 1992 et 1994 sont : la modification par référendum en 1991 et 1993 de la loi électorale vers un scrutin majoritaire ; la disparition de la totalité du champ politique antérieur avec l'effondrement de la Démocratie Chrétienne ; l'arrivée de partis gestionnaires, adaptant leurs propositions politique en fonction d'une opinion publique de plus en plus influencée par la télévision.
Le principal changement est effectué en 1993 par la modification du système électoral avec le passage à un système électoral majoritaire, au lieu de proportionnel, pour créer un système plus bipolaire, qui favorise des majorités franches et une alternance au gouvernement de différents partis ou coalitions. Ce changement du système électoral a été conçu conjointement par Mario Segni et le Parti Radical dans l'idée de briser la mainmise sur la vie politique italienne de la Démocratie Chrétienne, qui, par ses alliances, réussissait toujours à maintenir son emprise sur les gouvernements italiens. Peu après la DC a disparu, touchée de plein fouet en 1994 par des scandales de corruption.
D'autres événements au début des années 1990 sont considérés comme les déclencheurs du passage de la première à la seconde république italienne : 
- le tournant de Bologne avec la dissolution du Parti communiste italien et sa transformation en Parti démocrate de la gauche (1991)
- la croissance de la Ligue du Nord et son entrée au Parlement (1992)
- l'assassinat du magistrat Giovanni Falcone le 23 mai 1992 et celui de son collègue Paolo Borsellino le 19 juillet de la même année
- le scandale Tangentopoli et l'enquête Mains propres, avec la disparition consécutive de la Démocratie chrétienne et du Parti socialiste italien (de l'alliance politique entre Craxi, Andreotti et Forlani, la "CAF") (entre 1992 et 1994)
- l'arrivée en politique de Silvio Berlusconi, avec la fondation de Forza Italia (1994)
- le tournant de Fiuggi avec la disparition du Mouvement social italien et la naissance conséquente d'Alleanza Nazionale (1995)

## Sources
- (it) Cet article est partiellement ou en totalité issu de l’article de Wikipédia en italien intitulé « Seconda Repubblica (Italia) » (voir la liste des auteurs).